# Servais
Servais és un municipi francès situat al departament de l'Aisne i a la regió dels Alts de França. L'any 2007 tenia 255 habitants.

## Demografia

### Població
El 2007 la població de fet de Servais era de 255 persones. Hi havia 104 famílies de les quals 16 eren unipersonals (4 homes vivint sols i 12 dones vivint soles), 40 parelles sense fills, 32 parelles amb fills i 16 famílies monoparentals amb fills.
La població ha evolucionat segons el següent gràfic:
Habitants censats

### Habitatges
El 2007 hi havia 112 habitatges, 102 eren l'habitatge principal de la família, 6 eren segones residències i 4 estaven desocupats. 109 eren cases i 2 eren apartaments. Dels 102 habitatges principals, 91 estaven ocupats pels seus propietaris, 9 estaven llogats i ocupats pels llogaters i 2 estaven cedits a títol gratuït; 5 tenien dues cambres, 6 en tenien tres, 43 en tenien quatre i 49 en tenien cinc o més. 98 habitatges disposaven pel capbaix d'una plaça de pàrquing. A 41 habitatges hi havia un automòbil i a 51 n'hi havia dos o més.

### Piràmide de població
La piràmide de població per edats i sexe el 2009 era:
| Homes | Edats   | Dones |
| ----- | ------- | ----- |
| 0     | 95 o +  | 0     |
| 0     | 90 a 94 | 0     |
| 0     | 85 a 89 | 0     |
| 0     | 80 a 84 | 0     |
| 0     | 75 a 79 | 4     |
| 12    | 70 a 74 | 8     |
| 8     | 65 a 69 | 12    |
| 8     | 60 a 64 | 8     |
| 8     | 55 a 59 | 4     |
| 16    | 50 a 54 | 12    |
| 8     | 45 a 49 | 12    |
| 16    | 40 a 44 | 16    |
| 8     | 35 a 39 | 8     |
| 0     | 30 a 34 | 4     |
| 4     | 25 a 29 | 12    |
| 0     | 20 a 24 | 4     |
| 12    | 15 a 19 | 20    |
| 8     | 10 a 14 | 4     |
| 4     | 5 a 9   | 0     |
| 4     | 0 a 4   | 0     |

## Economia
El 2007 la població en edat de treballar era de 167 persones, 106 eren actives i 61 eren inactives. De les 106 persones actives 95 estaven ocupades (48 homes i 47 dones) i 11 estaven aturades (6 homes i 5 dones). De les 61 persones inactives 24 estaven jubilades, 17 estaven estudiant i 20 estaven classificades com a «altres inactius».

### Ingressos
El 2009 a Servais hi havia 108 unitats fiscals que integraven 264,5 persones, la mediana anual d'ingressos fiscals per persona era de 19.249 €.

### Activitats econòmiques
Dels 5 establiments que hi havia el 2007, 1 era d'una empresa de fabricació d'altres productes industrials, 1 d'una empresa de construcció, 1 d'una empresa de serveis i 2 d'empreses classificades com a «altres activitats de serveis».
L'únic servei als particulars que hi havia el 2009 era un paleta.
L'any 2000 a Servais hi havia 4 explotacions agrícoles.

## Poblacions més properes
El següent diagrama mostra les poblacions més properes.